# Estany Pudent

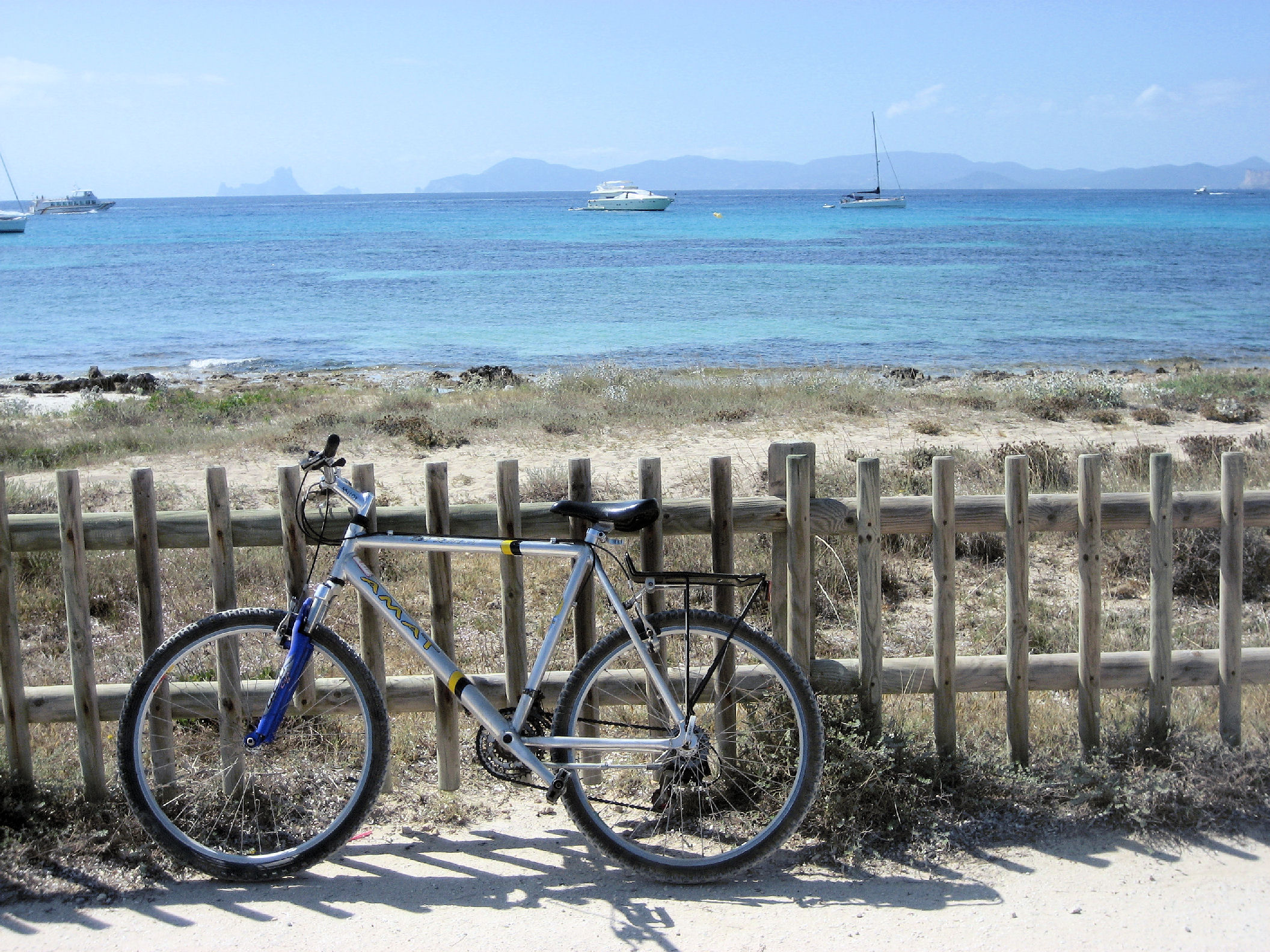
Camino de la Guía, al norte del lago.

El Estany Pudent es una laguna situada al norte de Formentera (España). Tiene una extensión de 3,5 km² y una profundidad máxima de 4 m en la zona central. Está incluido en el parque natural de las Salinas.

## Etimología
Antes también era llamado el lago de los Flamencos, denominación que indicaba la abundante presencia de flamencos en sus humedales, pero ha prevalecido la denominación popular de Pudent debido al mal olor que había antiguamente en verano.

## Historia
Originalmente era una laguna de agua dulce y las aguas estancadas facilitaban la propagación de enfermedades. En el siglo XVIII se construyó el canal de su acequia comunicándolo con el mar, con el objetivo de sanear las aguas y obtener agua salada para la explotación de las salinas. Hoy las aguas son hipersalinas. Cuando sopla el viento a ras del agua se lleva copos de espuma salada que rueda por el camino que lo bordea.
En 1929 el rey Alfonso XIII visitó la isla con motivo de unas maniobras navales. Los militares inspeccionaron el estanque para usarlo como base de hidroaviones.

## Geografía
El brazo de tierra al norte, que lo separa del mar, se conoce como la Guía debido al trazado de la antigua vía de tren. Un puente de piedra permite que la vía pase por encima de la acequia. El tren transportaba la sal desde los estanques del norte hasta el embarcadero de La Savina.
Al este, en un pequeño promontorio que entra en el estanque, se descubrió, en 1974, el Sepulcro megalítico de Ca na Costa datado entre el 1850 y el 1600 a. C. Popularmente se conoce como "el Reloj" debido a su disposición geométrica en forma de estrella. Al otro lado del lago, en la venta desde Brolls, se encuentra el cementerio actual de la isla.
Para las compuertas de la acequia se regulaba la concentración salina antes de pasar a los estanques cristalizadores. Estos estanques se encuentran repartidos en dos grupos: en el noroeste, cerca de la Savina, se encuentra la pequeña salina de Ferrer, y en el noreste, alargándose hacia Es Trucadors, está el sector más amplio de los estanques d'en Marroig.
- Datos: Q1369748
- Multimedia: Estany Pudent / Q1369748